# Radebeul
Radebeul est une ville (Große Kreisstadt) allemande dans l'arrondissement de Meissen en Saxe. Étant la ville la plus peuplée de l'arrondissement, elle est située dans le bassin de Dresde juste à côté de la capitale saxonne. En plein cœur du vignoble de Saxe, avec le climat léger, la commune est réputée pour sa viticulture, ses villas et ses cités-jardins.

## Géographie

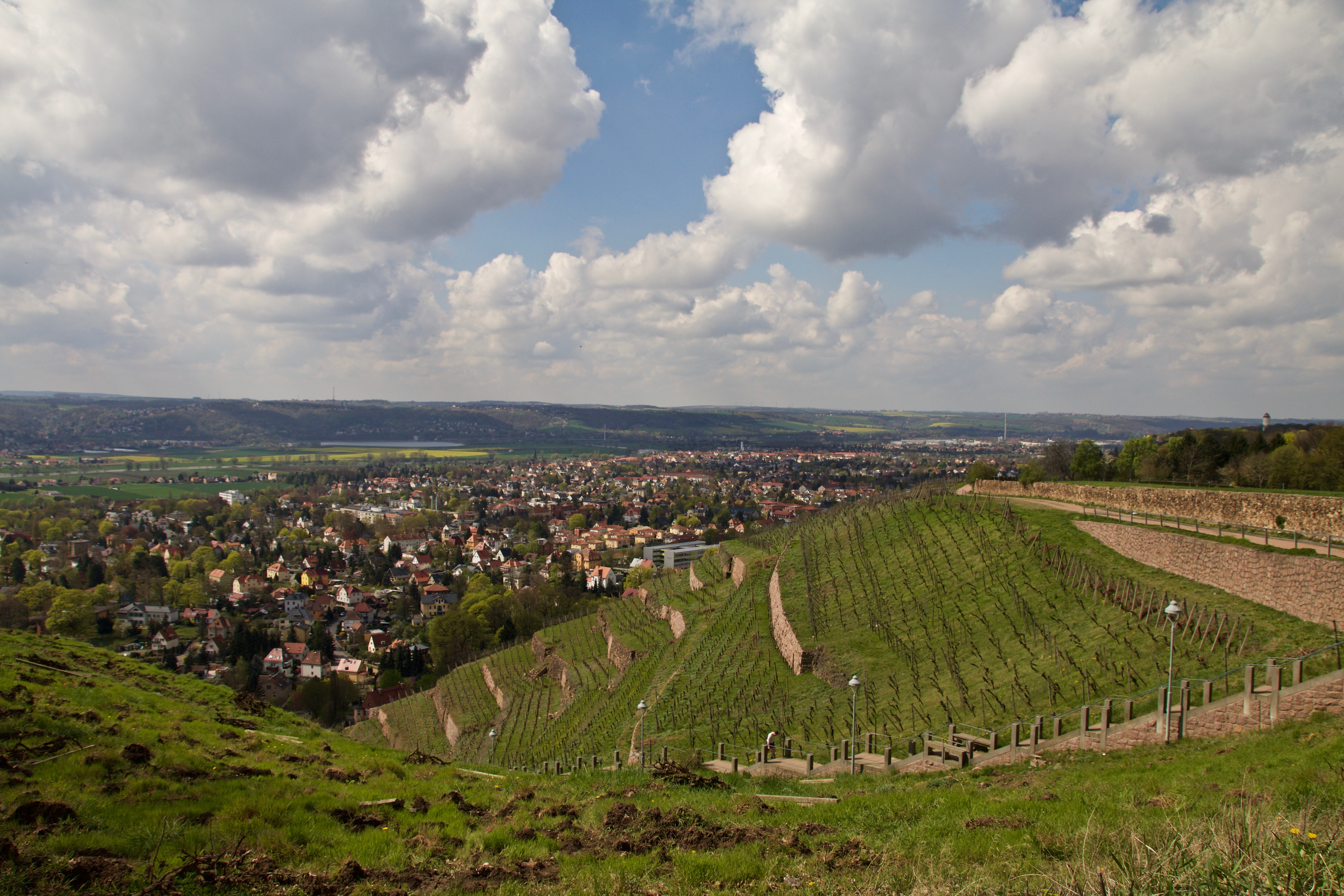
Vue sur les vignobles de Radebeul.

Radebeul, située en aval de Dresde sur la rive droite de l'Elbe, occupe la marge sud-ouest de l'arrondissement de Meissen. La ville est limitrophe, au nord-est, de la commune de Moritzburg, un village bien connu pour son château baroque. Au nord-ouest, elle confine à la ville de Coswig. Le chef-lieu de Meissen se trouve plus en aval.
Le territoire communal s'étend du bord de l'Elbe jusqu'à la surface élevée des collines lusaciennes, le contrefort le plus occidental des Sudètes. Le paysage culturel et vignoble de Lößnitz, au versant du fleuve, a le statut d'une zone naturelle protégée.
Radebeul est l'un des espaces résidentiels les plus populaires dans l'agglomération de Dresde. La ville compte plus de 33 000 habitants et sa population est en croissance.

### Quartiers
Le territoire communal comprend dix localités :
| - Alt-Radebeul - Fürstenhain - Kötzschenbroda - Lindenau | - Naundorf - Niederlößnitz - Oberlößnitz - Serkowitz | - Wahnsdorf - Zitzschewig |

### Transports
Les gares de Radebeul-Zitzschewig, Radebeul West, Radebeul-Weintraube et Radebeul Ost sont reliées à la ligne de Leipzig à Dresde et raccordée au réseau urbain de la S-Bahn de Dresde ; la gare de Radebeul-Naundorf est reliée à la ligne de Berlin à Dresde. La ville est également accessible en tramway de Dresde.

## Histoire
| Appartenances historiques Margraviat de Misnie 1349-1423 Électorat de Saxe 1423-1485 Duché de Saxe 1485-1547 Électorat de Saxe 1547-1806 Royaume de Saxe 1806–1918 Empire allemand 1871-1918 République de Weimar 1918–1933 Reich allemand 1933–1945 Allemagne occupée 1945–1949 Allemagne de l'Est 1949–1990 Allemagne 1990–présent |

Différentes découvertes archéologiques tendent à faire supposer que la rive de l'Elbe était habitée depuis l'époque de la culture de la céramique cordée (3000 à 2200 av. J.-C.) et de la culture lusacienne (vers 1300 av. J.-C. à 500 av. J.-C.). Après l'ère des grandes invasions, vers l'an 600, la zone fut colonisée par des tribus slaves (Sorabes). 
En 929, après que le roi germanique Henri Ier a finalement dominé les domaines, il a construit le château de Meissen située sur un promontoire rocheux dominant l'Elbe. C'est de là que la colonisation germanique s'est répandue dans la vallée, notamment sous l'égide des burgraves de Dohna, seigneurs au sein de la marche de Misnie. Le lieu de Radebůl, toponyme sorabe, est mentionné pour la première fois dans un acte de l'an 1349. L'église de Kötzschenbroda est déjà attestée dans une charte de 1273 ; elle fut détruite par les forces hussites en 1429.
En 1539, la Réforme protestante a été introduite dans la région par le duc Henri IV de Saxe.
Le 1er avril 1924, le bourg de Radebeul est élevé au rang de ville. La commune voisine de Kötzschenbroda est rattachée administrativement le 1er janvier 1935. La ville a été fort touchée par les inondations européennes de 2002.

## Tourisme

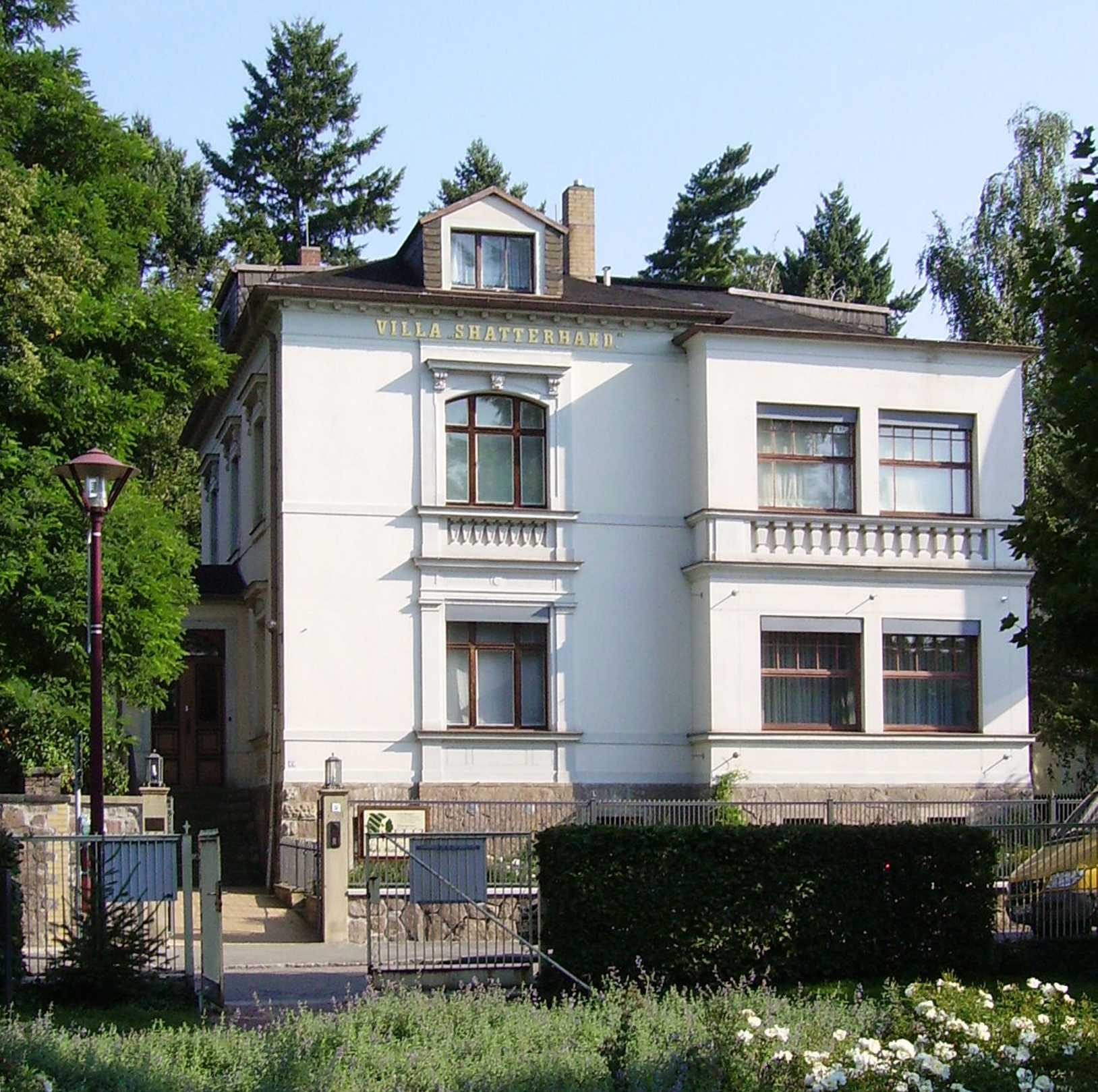
Villa Shatterhand, l'ancienne demeure de Karl May.

Radebeul est connue au niveau international car l'écrivain Karl May (1842-1912), y a longtemps vécu.
Les vignobles de Radebeul sont situés sur les coteaux du nord de la vallée de l'Elbe, sur la route du vignoble de Saxe qui traverse une des régions viticoles les plus septentrionales d'Europe. Son panorama, ses villas, les anciennes fermes et le climat très doux lui ont valu le surnom de  « Nice saxonne ».

## Économie
Il y a plusieurs industries à Radebeul, même si la ville est plutôt touristique. Radebeul a le taux de chômage le plus faible en Allemagne de l'Est. Il y a même le premier concessionnaire de Rolls Royce et de Ferrari dans ce qui était l'Allemagne de l'Est. Les plus importantes industries sont l'industrie mécanique et l'industrie pharmaceutique. Mais aussi l'industrie agroalimentaire (vin, sucreries) a de l'importance pour le  
succès économique de cette ville.

## Jumelages
La ville de Radebeul est jumelée avec :
- Saint-Ingbert (Allemagne) depuis 1988
- Sierra Vista (États-Unis) depuis 1998
- Oboukhiv (Ukraine) depuis 2004

## Personnalités liées à la commune
- Ernst Ziller (1837-1923), architecte, chercheur et archéologue ;
- Paul Ziller (1846-1931), architecte ;
- Gussy Hippold-Ahnert (1910-2003), peintre ;
- Lothar Schmid (1928-2013), grand maître du jeu d'échecs ;
- Konrad Petzold (1930-1999), réalisateur, scénariste et acteur ;
- Frank Hoffmann (1938-2022), acteur ;
- Angelika Handt (née en 1954), sprinteuse ;
- Yvonne Kunze (née en 1978), patineuse de vitesse ;
- Silvio Schröter (né en 1979), joueur de football.